# Lifebuoy (lança-chamas)
O Flamethrower, Portable, No 2 (apelidado de Lifebuoy (bóia salva-vidas) devido ao formato de seu tanque de combustível), também conhecido como Ack Pack, foi um projeto britânico de lança-chamas para uso de infantaria na Segunda Guerra Mundial.

## Descrição
Era quase uma cópia do Wechselapparat ("Wex") alemão de 1917.
O Mark 1 foi usado como arma de treinamento, enquanto o Mark 2 aprimorado foi usado em ação. Mais de 7.000 unidades foram produzidas de 1943 a 1944. Eles estavam prontos para serviço durante a Operação Overlord (a invasão aliada da Normandia).
O Ack Pack era um arnês que transportava um recipiente de combustível em forma de rosca com capacidade para 18 litros de combustível nas costas do operador. No meio da "rosca" havia um recipiente esférico contendo gás nitrogênio como propelente, que era pressurizado a 2,000 lbf/in² (140 Bar). Isso foi suficiente para impulsionar o combustível em chamas por 36 metros. Uma mangueira do tanque de combustível passava para o conjunto do tubo-arma que tinha dois punhos de pistola para segurar e mirar a arma. O punho traseiro tinha o gatilho.
Em algumas versões, o tubo-arma era equipado com um cilindro de 10 câmaras que continha os cartuchos de ignição. Eles poderiam ser disparados uma vez, cada um dando ao operador 10 rajadas de chamas. Na prática, isso deu 10 rajadas de um segundo. Também era possível borrifar combustível sem acendê-lo para garantir que houvesse bastante respingo ao redor do alvo e, em seguida, disparar uma rajada acesa para iluminar tudo.
Com cerca de 29 kg, o lança-chamas era considerado pesado.

## Galeria

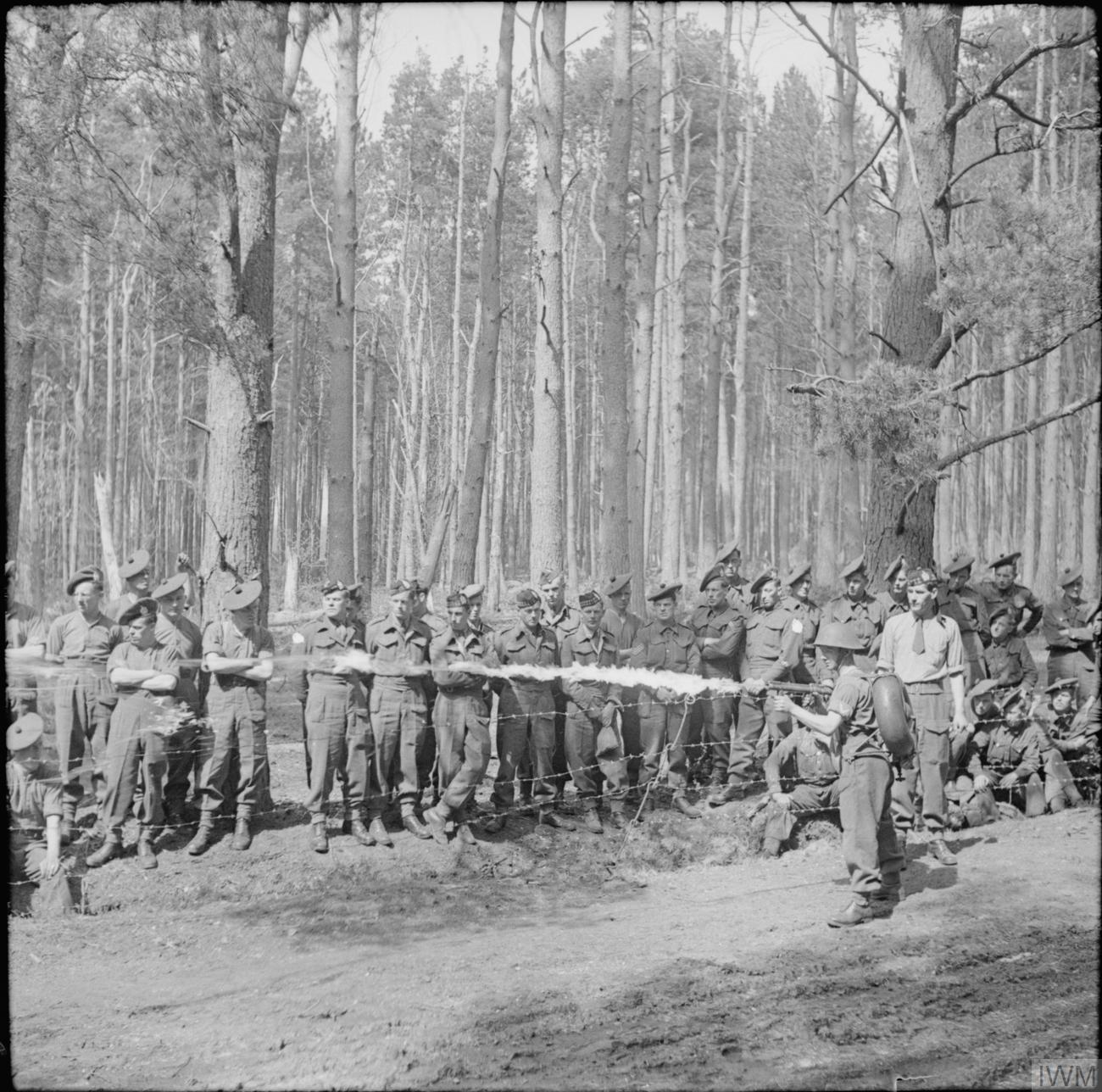
O lança-chamas portátil Lifebuoy sendo demonstrado aos homens do 1º Batalhão, King's Own Scottish Borderers, Denmead, Hampshire, 29 de abril de 1944.
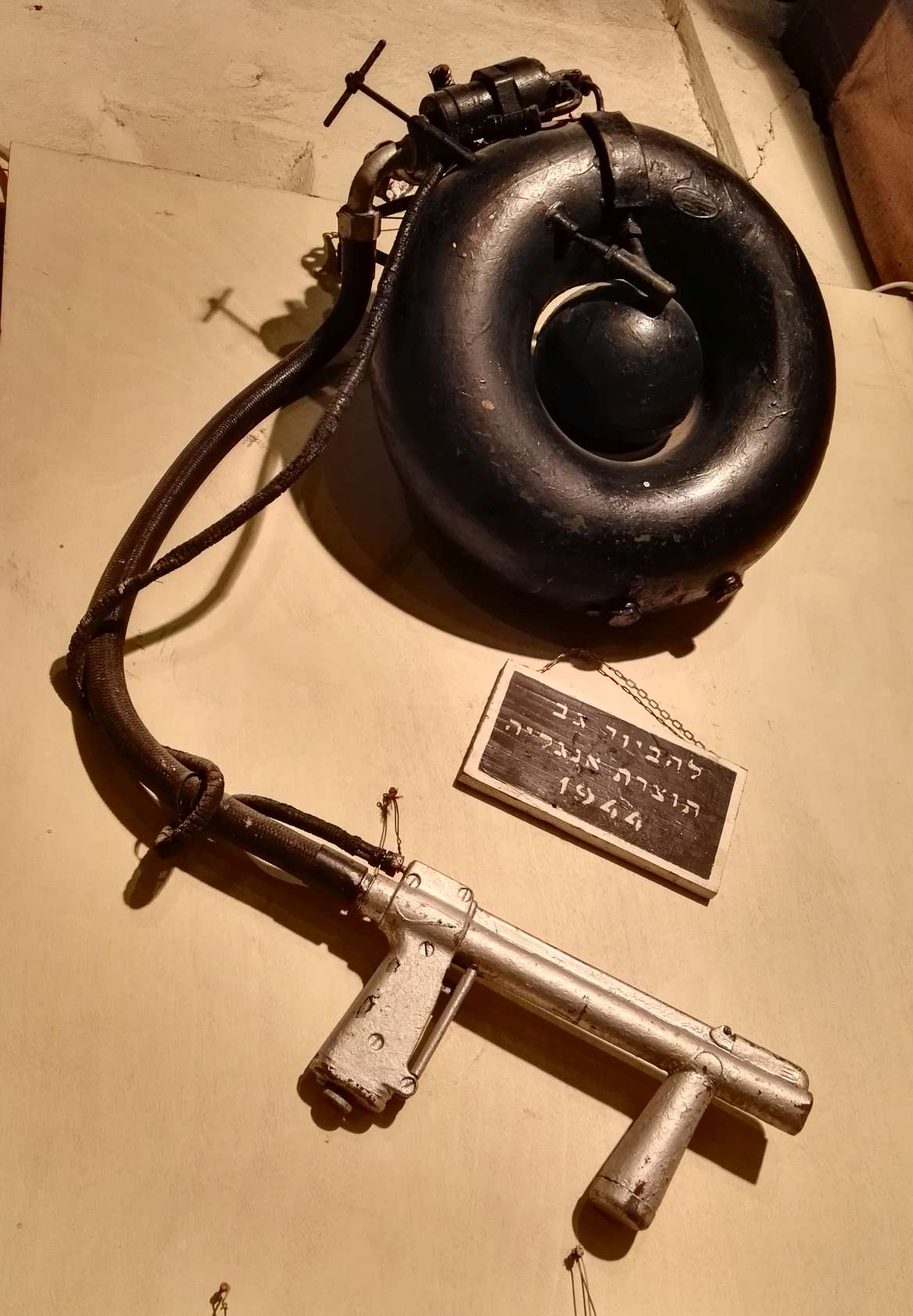
Um lança-chamas portátil, nº 2 no Museu de História das Forças de Defesa de Israel, Tel Aviv, Israel (setembro de 2015)
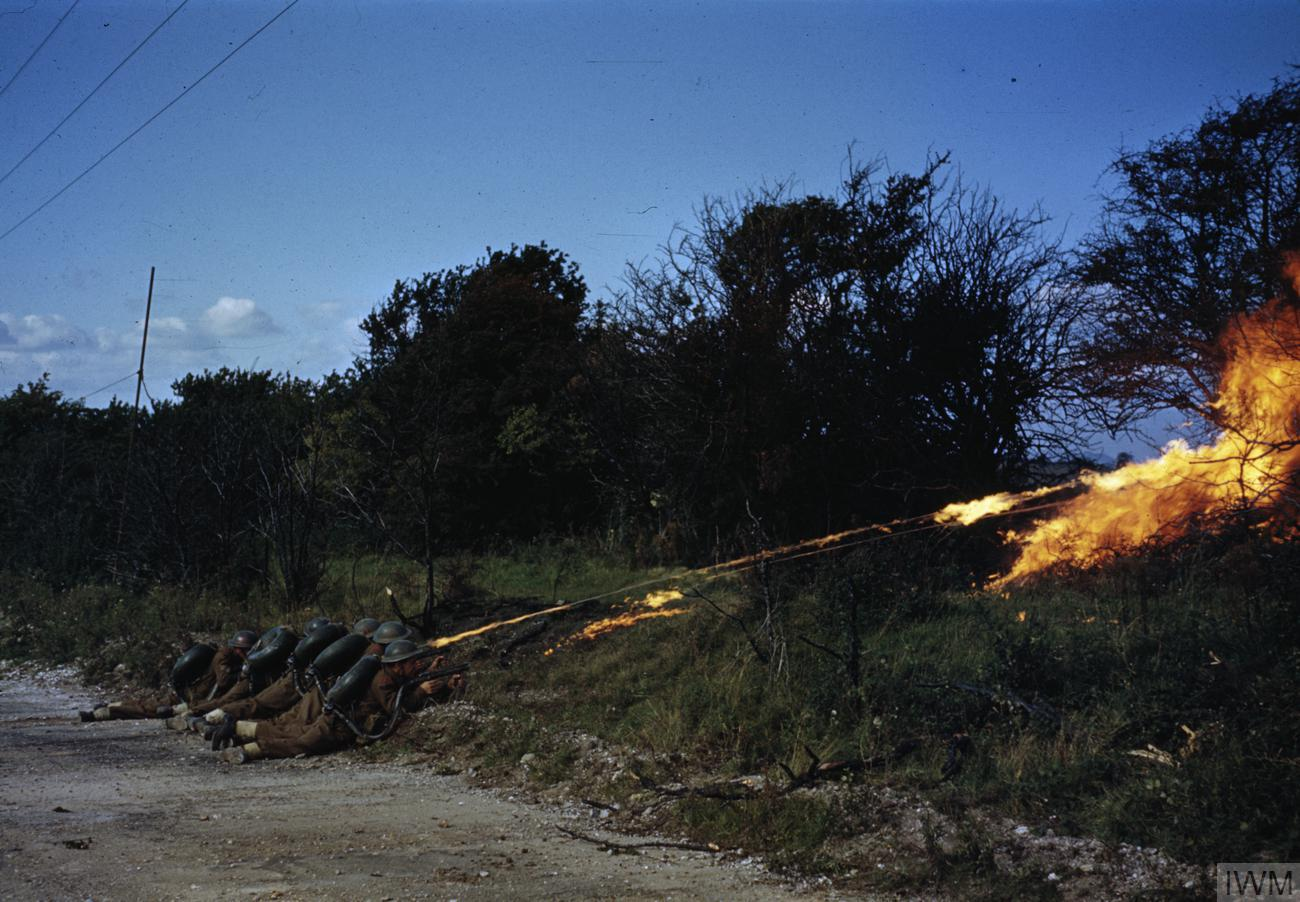
Um lança-chamas Life Buoy em ação. Agosto de 1944.